# Andreas Bild
Andreas Bild (* 3. Oktober 1971) ist ein ehemaliger schwedischer Fußballspieler. Er hat zwei Länderspiele bestritten. Sein Bruder Fredrik Bild war ebenfalls Fußballer.

## Werdegang
Bild spielte in der Jugend bei Växjö BK. Später ging er zu Östers IF und spielte für den Klub in der Allsvenskan. 1999 wechselte er zum Ligakonkurrenten Hammarby IF. Dort gewann er 2001 den schwedischen Meistertitel. 2002 bis 2004 spielte er für IF Brommapojkarna in der Superettan.
Bild debütierte am 11. Februar 1997 beim 0:0-Unentschieden gegen Thailand im Rahmen des King’s Cup in der schwedischen Nationalmannschaft. Seinen zweiten und letzten Einsatz im Nationaljersey hatte er beim 1:0-Erfolg über Japan zwei Tage später, als er in der 84. Spielminute für Peter Wibrån eingewechselt wurde.
| Personendaten    | Personendaten               |
| ---------------- | --------------------------- |
| NAME             | Bild, Andreas               |
| KURZBESCHREIBUNG | schwedischer Fußballspieler |
| GEBURTSDATUM     | 3. Oktober 1971             |